# Garachiné
Garachiné is een deelgemeente (corregimiento) van de gemeente (distrito) Chepigana in de provincie Darién in Panama. In 2015 was het inwoneraantal 1750.